# IBooks Author
iBooks Author és un programa per a Mac OS X gratuït per tal d'editar llibres digitals interactius per a l'iPad 2 o posterior. L'ha desenvolupat Apple Inc.

## Característiques
El software d'edició de llibres iBooks Author, és de llicència gratuïta i només es pot descarregar per la Mac App Store. La seva principal finalitat, és obrir al món la possibilitat de crear un llibre de forma molt senzilla i intuïtiva, sense codi ni una interfície molt rebuscada. De fet es basa en el sistema del WYSIWYG (What You See Is What You Get : El que veus és el que obtens) Tanmateix hi ha un seguit de característiques que caldria esmentar.

### Edició de Text
Author et permet arrossegar documents prèviament escrits en un processador de text i els adapta a la interfície del llibre. Tanmateix, també pots escriure directament sobre el llibre creant quadres de text o bé amb la disposició de pàgina.

### Formatació i venda
iBooks Author és un programa d'edició de llibres seriós, que et permet vendre els llibres que realitzes a dins de la mateixa plataforma d'IBooks amb compte d'iTunes Connect o bé vendre'ls a fora amb el format canviat. Això si, Apple és molt rigorosa amb el fet de vendre llibres a fora (que no sigui a la plataforma pròpia), ja que ho prohibeix, per tant és recomanable llegir-se l'EULA (End User License Agreement) de iBooks Author

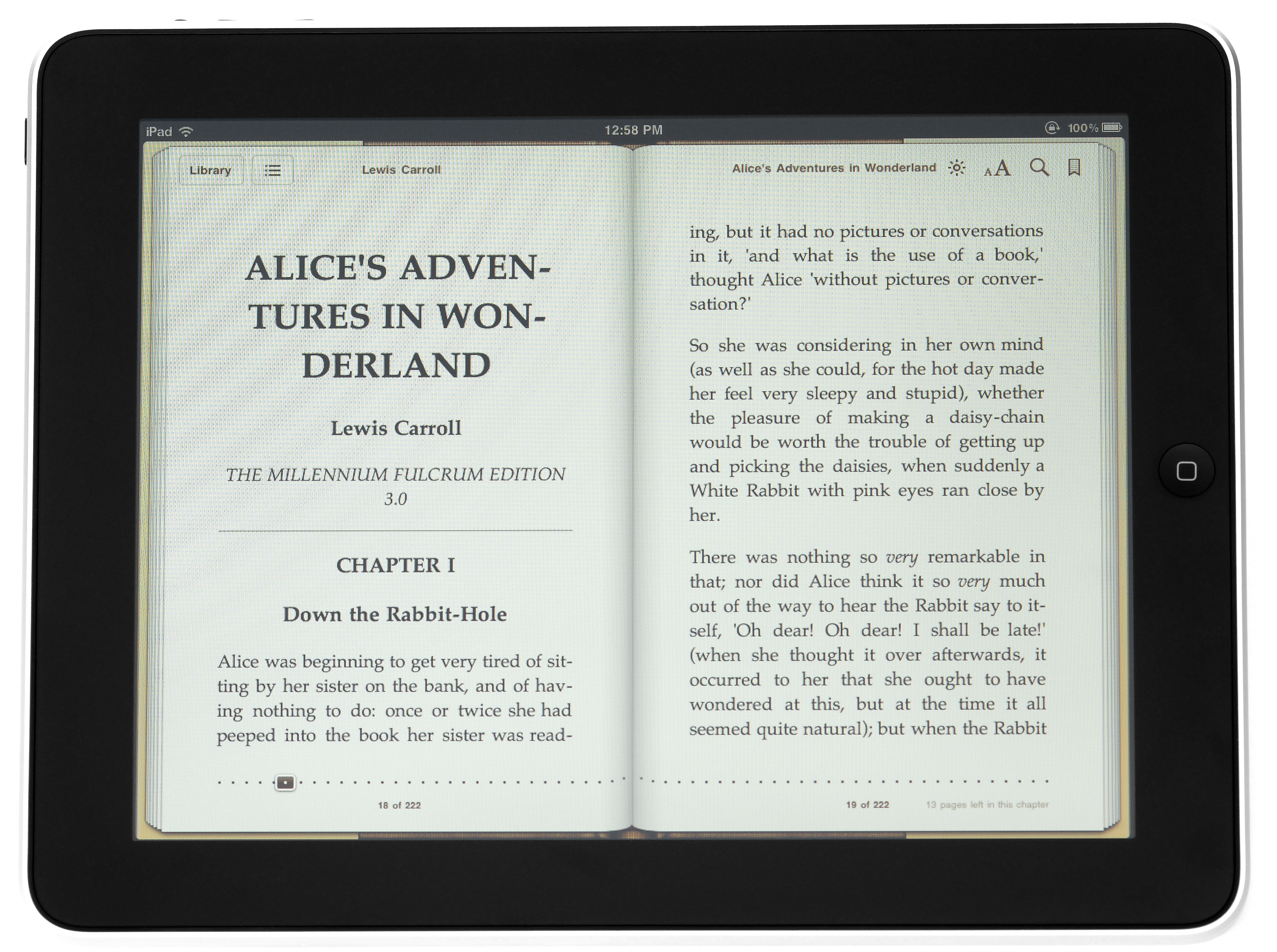
iPad amb ibooks obert i funcionant

### Interactivitat
iBooks Author disposa d'una sèrie de gàdgets, que permeten al lector assimilar milor el contingut del llibre, en qüestió. Existeix una galeria amb unes plantilles que et permeten fer certes funcions, imatges interactives, Keynotes... D'altra banda també hi ha un widget en blanc, és a dir sense cap funció preestablerta, doncs bé la finalitat d'aquest widget, és donar la base de codi HTML5 perquè mitjançant programari extern, tu puguis crear el teu propi giny, amb les teves pròpies funcions, característiques, etc.

## Versió actual
La versió més nova d'iBooks Author va ser presentada a l'octubre de 2012 i millora tota l'app en general, els canvis més significatius són : Creació de 2 grups independents de plantilles : Les optimitzades per a mode vertical, i les de mode dual (que s'adapten tant a horitzontal com a vertical). Una altra millora és la suma de noves fonts de cal·ligrafia. També s'afegeixen 2 widgets multi-Touch més: Un basat en un pop-up des d'una imatge i l'altre basat en un text en desplaçament (ScrollView). Es millora el procés de pujada del llibre a l'iBookstore, via iTunesConnect i per acabar s'adapta l'app a la creació de versions dels llibres (així els autors els podran tenir actualitzats amb la informació més recent de la matèria treballada)

## Fitxers compatibles / de creació pròpia
L'iBooks Author opera amb els següents tipus de fitxers, que gestiona de la següent manera :

### Fitxers per a l'enriquiment del llibre
- .m4v : Per a la inserció del contingut audiovisual de l'inici, també, els widgets Media, operen amb aquest tipus de fitxers, es poden crear amb l'iMovie
- .pages : Fitxers que poden servir per aportar text al llibre.
- .docx : Fitxers que poden servir per aportar text al llibre.
- .key : Són el fitxers generats per Keynote, operen al Widget que porta el mateix nom. Keynote.
- .wdgt : Són els fitxers que, generats per un editor extern, creen widgets basats en el llenguatge de programació HTML5.
- .dae : Fitxers que operen al widget 3D. Format COLLADA

### Fitxers de creació pròpia
- .iba : Format de llibre digital interactiu que l'IBooks Author pot obrir, és a dir el llibre el qual hi estàs treballant o bé els que has realitzat.
- .ibatemplate : Format de llibre digital interactiu per a l'iPad que permet desar el fitxer com a plantilla copiable i modificable (la còpia).
- .itmsp : Format el qual el teu llibre interactiu es converteix per tal d'entrar a l'iTunes Producer i d'accedir al procediment de revisió i (en cas d'acceptació) de publicació a l'iBooks Store d'Apple.